# Ochsendorf
Ochsendorf ist ein Ortsteil von Königslutter am Elm im Landkreis Helmstedt in Niedersachsen mit etwa 500 Einwohnern.

## Lage
Ochsendorf liegt rund 20 km östlich von Braunschweig und rund 15 km südlich von Wolfsburg direkt an der A 2. Am Ortsausgang in Richtung Wolfsburg liegt die Ausfahrt 59 (Königslutter). Durch den Ort fließt die Schunter.

## Geschichte
Wahrscheinlich ist das Dorf Ochsendorf schon 800 n. Chr. entstanden. Erstmals urkundlich erwähnt wurde es aber erst im Jahr 997. Da das genaue Gründungsdatum unbekannt ist, legte der Ortsrat das Jahr 800 fest und der Ort beging  im Jahr 2000 sein 1200-jähriges Bestehen.

### Urkirche im Bistum Halberstadt
Der fränkische Bischof Hildegrim von Chalons war Missionsbeauftragter für das Gebiet nordöstlich und östlich vom Harz. Er leitete im 9. Jahrhundert die Mission von Halberstadt aus und baute dort den Dom zur Bischofskirche um. Der Nachfolger von Hildegrim war Thiatgrim, der die 35 Urkirchen übernahm. Zu diesen Urkirchen im Bistum Halberstadt gehörten neben Ochsendorf auch die Kirchen nahegelegener Orte wie Schöningen, Schöppenstedt und Räbke. Diese Urkirchen wurden von Bischof Hildegrim gegründet und dem heiligen Stephanus geweiht.

### Besitzzuordnungen
Im Jahr 1267 vollzog sich die erste Besitzteilung. In diesem Jahr wurde Ochsendorf dem Fürstentum Braunschweig zugeteilt. Vor diesem Zeitpunkt gehörte das Dorf dem Adelsgeschlecht der Welfen. 1309 eignete sich Otto von Lüneburg den Hasenwinkel an (in dem sich Ochsendorf befand), der zuvor Heinrich von Braunschweig gehörte. Von 1388 bis 1428 gehörte Ochsendorf wieder zum Fürstentum Braunschweig. Danach erfolgte die endgültige Zuordnung zum Fürstentum Lüneburg.
Die lüneburgischen Fürsten billigten nach dem Thesenanschlag Luthers in Wittenberg den Einzug eines lutherischen Pastors in die Kirche von Ochsendorf. Im Jahr 1539 wurde der Hasenwinkel Teil vom Sekundogenitur Gifhorn. Um 1850 gehörte der Hasenwinkel mit den Dörfern Ahmstorf, Almke, Beienrode, Heiligendorf, Neindorf, Ochsendorf, Rennau, Rhode, Rottorf am Klei, Klein Steimke und Uhry zum Amt Fallersleben.
Von 1867 bis 1885 bildeten die Ämter Gifhorn, Isenhagen, Fallersleben und Meinersen die Kreishauptmannschaft Gifhorn. Die preußische Kreisverfassung ließ 1885 die Kreise Gifhorn und Isenhagen entstehen.

### Kalisalzabbau
Nach erfolgreichen Versuchsbohrungen im Nachbarort Beienrode nach Kalisalz konnte Ochsendorf lukrative Verträge abschließen, die einen stabilen Aufschwung nach sich zogen. Im Jahr 1908 waren ungefähr 500 Arbeiter mit dem Abbau von Kalidüngesalz, Kaliumchlorid und Kaliumsulfat beschäftigt. 1923 waren es 845 Arbeiter und Beamte, die zum großen Teil aus Ochsendorf kamen.

### Eingemeindung
Am 1. März 1974 wurde Ochsendorf in die Stadt Königslutter am Elm eingegliedert.

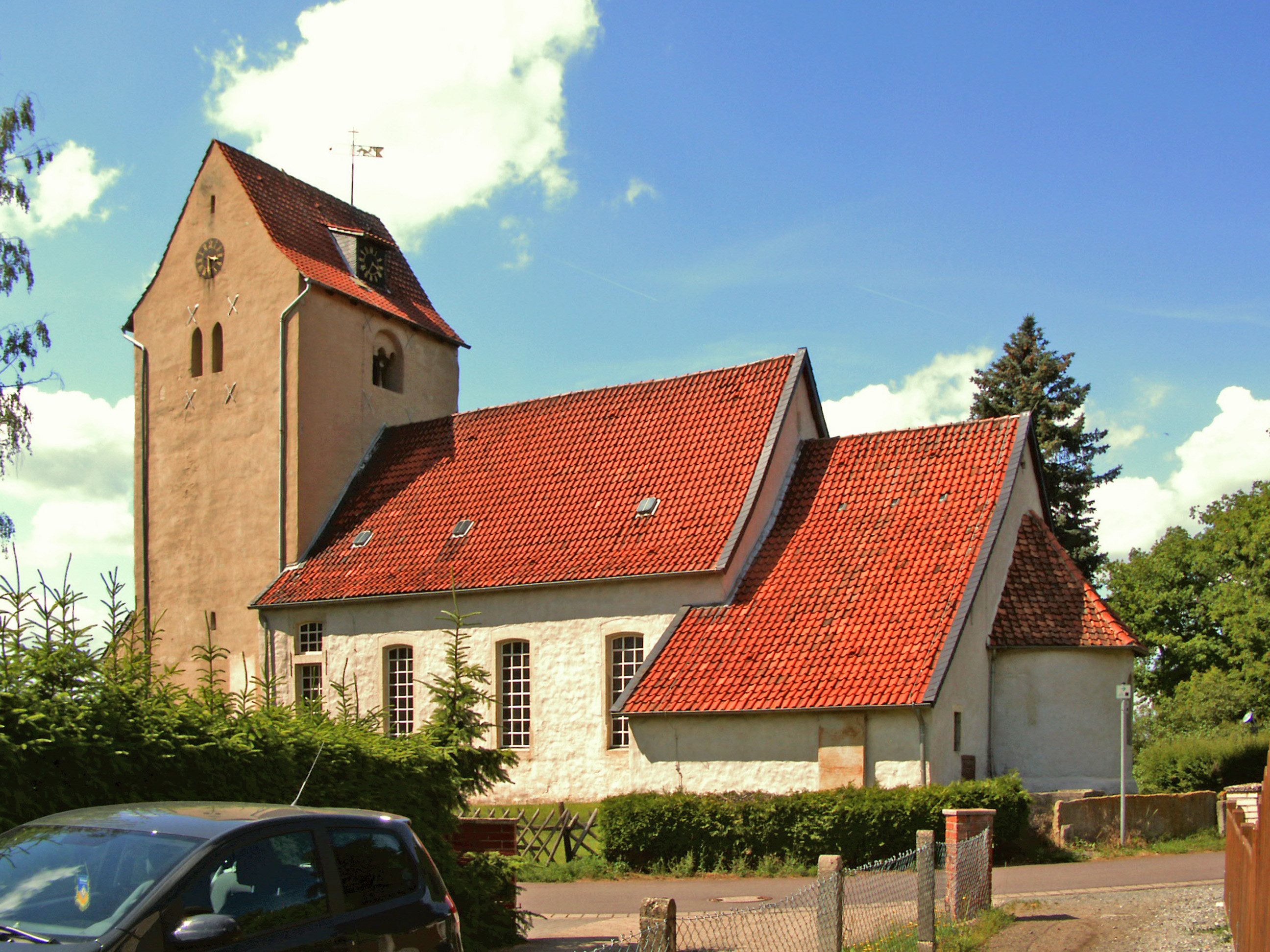
Kirche St. Stephani

## Politik

### Ortsrat
| Ortsrat Ochsendorf 2021–2026Insgesamt 5 Sitze - SPD: 4 - EB Funk: 1 |

## Kirche St. Stephani
Die Kirche zu Ochsendorf gehört zu den ersten im Bistum Halberstadt. Sie besitzt denselben Namenspatron, St. Stephanus, wie der Dom zu Halberstadt. Sie ist als Wehrkirche ausgebildet und besteht seit dem 12. Jahrhundert. Sie ist ein romanischer Bruchsteinbau. Am alten Grundriss hat sich bis heute nichts geändert. 1994 wurden dreijährige Renovierungsarbeiten beendet. Beim Entfernen von Putzschichten stießen Arbeiter auf das ursprünglich romanische Portal. Heute gehört die Kirche zum Evangelisch-lutherischen Kirchenkreis Wolfsburg-Wittingen.

## Wappen
Im Ochsendorfer Wappen ist die kreuzbesteckte Windfahne der Kirche zu sehen, auf der die Steinigung des Heiligen dargestellt ist. Das blaue Wellenband im goldenen Schild ist die Schunter, die Orts- und Gebietsgrenze war. Der Ortsrat beschloss die Annahme des Wappens einstimmig am 10. Februar 1984.

## Vereine und Organisationen
In Ochsendorf gibt es wegen der Nähe zur Autobahn einen größeren Stützpunkt der Freiwilligen Feuerwehr. Zudem gibt es den Schützenverein Ochsendorf und den TSV Ochsendorf. Für die 1200-Jahr-Feier wurde ein Kulturring gegründet.